# Абевил ле Конфлан
Абевил ле Конфлан (фр. Abbéville-lès-Conflans) је насељено место у Француској у региону Лорена, у департману Мерт и Мозел.
По подацима из 2011. године у општини је живело 231 становника, а густина насељености је износила 29,88 становника/km².

## Демографија
| 1962. | 1968. | 1975. | 1982. | 1990. | 2011. |
| ----- | ----- | ----- | ----- | ----- | ----- |
| 242   | 219   | 201   | 186   | 222   | 231   |